# Manuel Egozcue Cintrón
Manuel Egozcue Cintrón   (Bilbao, 1855 - San Juan, 1906) fou un empresari i alcalde de San Juan de Puerto Rico.

## Biografia
En acabar la universitat va immigrar a Puerto Rico, llavors una província d'Espanya, per motius empresarials, esdevenint un prominent home de negocis a l'illa.
Fou un membre actiu del Partido Incondicional Español i vicepresident de la Diputació Provincial. El 1896 fou honorat pel govern amb l'Orde del Mèrit Naval pels serveis realitzats a l'armada d'Espanya.
Després de l'ocupació americana es va unir al nou Partit Republicà de Puerto Rico (que tenia l'objectiu principal obtenir la categoría d'estat per l'Illa) i va ser assignat un del membres de la seva junta directiva, treballant de prop amb el fundador de partit José Celso Barbosa.
Durant les eleccions municipals de 1900, les primeres des del començament de l'ocupació americana, el Partit Republicà va aconseguir una victòria aclaparadora i Egozcue Cintrón esdevingué Alcalde de San Juan.
El 1904 fou novament elegit alcalde però aquesta legislatura fou truncada quan el governador de Puerto Rico, William Henry Hunt, ordenà la seva retirada degut a un escàndol de corrupció que afectà al govern de la ciutat. Tot i que finalment fou absolt de tots els càrrecs, la situació el va deixar molt afectat, requerint el seu internament en un hospital psiquiàtric. Manuel Egozcue Cintrón va morir poc després, el 1906.
Durant el mandat d'Egozcue es va crear un cos de policia urbà per patrullar la ciutat. També es van emetre bons municipals per valor de 600,000$ per poder pagar els deutes de la ciutat i es va construir un aqüeducte.